# 李又罘
李又罘（1908年—1976年），字光郙，男，山东诸城人，中国国画家，曾任沈阳故宫博物馆馆长兼东北工艺美术展览馆馆长，中国美术家协会理事。